# Rineloricaria microlepidota
Rineloricaria microlepidota är en fiskart som först beskrevs av Steindachner, 1907.  Rineloricaria microlepidota ingår i släktet Rineloricaria och familjen Loricariidae. Inga underarter finns listade i Catalogue of Life.